# John W. Lawson

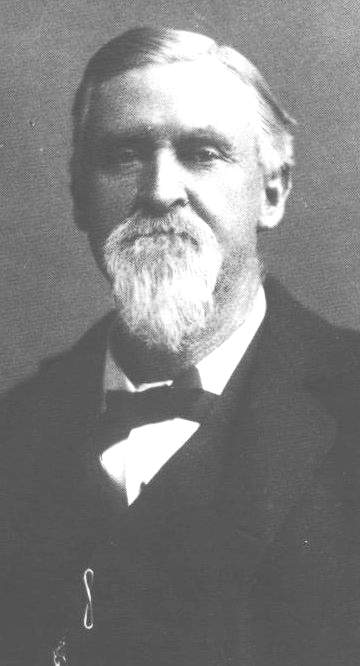
John W. Lawson

John William Lawson (* 13. September 1837 im James City County, Virginia; † 21. Februar 1905 in Smithfield, Virginia) war ein US-amerikanischer Politiker. Zwischen 1891 und 1893 vertrat er den Bundesstaat Virginia im US-Repräsentantenhaus.

## Werdegang
John Lawson besuchte die öffentlichen Schulen in Williamsburg und danach das dortige College of William & Mary. Anschließend studierte er an der University of Virginia in Charlottesville sowie an der University of the City of New York. Eines seiner Studienfächer war Medizin. Während des Bürgerkrieges diente Lawson in verschiedenen Einheiten im medizinischen Dienst im Heer der Konföderation. Nach dem Krieg praktizierte er zehn Jahre lang im Isle of Wight County als Arzt. Danach betätigte er sich in der Landwirtschaft. Gleichzeitig schlug er als Mitglied der Demokratischen Partei eine politische Laufbahn ein. Zwischen 1869 und 1873 hatte er einen Sitz im Abgeordnetenhaus von Virginia inne; in den Jahren 1874 bis 1877 gehörte er dem Staatssenat an. Später saß er von 1883 bis 1884 nochmals im Abgeordnetenhaus.
Bei den Kongresswahlen des Jahres 1890 wurde Lawson im zweiten Wahlbezirk von Virginia in das US-Repräsentantenhaus in Washington, D.C. gewählt, wo er am 4. März 1891 die Nachfolge von George E. Bowden antrat. Da er im Jahr 1892 auf eine erneute Kandidatur verzichtete, konnte er bis zum 3. März 1893 nur eine Legislaturperiode im Kongress absolvieren. Nach dem Ende seiner Zeit im US-Repräsentantenhaus arbeitete Lawson wieder in der Landwirtschaft. In den Jahren 1901 und 1902 war er Delegierter auf einer Versammlung zur Überarbeitung der Verfassung von Virginia. Er starb am 21. Februar 1905 in Smithfield.